# Mailberská jednota
Mailberská jednota nebo také Mailberský spolek  (německy Mailberger Bund ) je označení pro politické hnutí v Rakouském vévodství, požadující na králi Fridrichovi, pozdějším císaři Fridrichovi III. Habsburském, bezpodmínečné vydání tehdy jedenáctiletého Ladislava Pohrobka, jehož byl Fridrich strýcem.
Dne 14. října 1451 se pod vedením Oldřicha z Eyczingu sešly stavy Horního a Dolního Rakouska na zámku Mailberg u Hollabrunnu s 39 pány a rytíři (mezi jinými také zástupci měst z Horního a Dolního Rakouska) a vytvořili spojenectví proti králi Fridrichovi,  kvůli propuštění následníka trůnu Ladislava Pohrobka, který byl v jeho poručnictví. Ve jménu „všech prelátů, pánů, rytířů a služebníků“ nechtěli odpočívat, dokud „jejich právoplatný dědic“ nebude propuštěn z Fridrichova poručnictví a nezřídí si své sídlo ve Vídni. Po krátké době 250 členů tohoto sněmu zpečetilo tzv. Mailberger Bund.
Záminkou ke spojenectví bylo propuštění Ladislava Pohrobka z poručnictví jeho strýce, ale o vlastní vliv měli zájem i stavové. V září 1452, po obležení císaře ve  Vídeňském Novém Městě, stavové dosáhli úspěchu. Fridrich vydal Ladislava do péče hraběte Oldřicha Celjského, který byl královým příbuzným. Dne 6. září 1452 vstoupil Celjský s mladým Ladislavem do Vídně. Zemské stavy zvítězily, ale o moc nad králem začaly zápasit dvě mocenské frakce, protože ani Oldřich z Eyczingu se nechtěl vzdát svého vlivu.